# Lepidostromatales
Lepidostromatales is een botanische naam voor een orde van paddenstoelen. Het bevat alleen de familie Lepidostromataceae.